# Luis Eduardo Quadros Lima
Luis Eduardo Quadros Lima (Dom Pedrito, 12 de desembre de 1961) és un exfutbolista brasiler, que ocupava la posició de defensa.

## Trajectòria
Comença a destacar a les files del Grêmio. En el club de Porto Alegre hi milita durant sis temporades, de 1985 a 1990, en les quals hi guanyaria diversos títols, com el Campionat Gaúcho en sis ocasions consecutives, la Copa do Brasil de 1989 i la Supercopa de l'any següent.
La temporada 90/91 marxa a la lliga espanyola, al Reial Valladolid, on disputa 25 partits. A l'any següent retorna al seu país, per militar al Fluminense. Al llarg de la dècada dels 90 sumaria tres períodes amb l'Atlético Mineiro: 1992, 1994/1995 i 1997, en els quals hi guanyaria la Conmebol de 1992 i 1997, el Campionat Mineiro de 1995 i la Copa Centenario de Belo Horizonte de 1997. També hi militaria al Coritiba i a l'Atlético Paranaense. Es retira al São José EC, el 1998.